# こんばんは親子です
『こんばんは親子です』（こんばんはおやこです）は、1966年6月3日から1967年3月31日まで日本テレビ系列局で放送されていた日本テレビ製作のクイズ番組である。花王石鹸（現・花王）の一社提供。放送時間は毎週金曜 19:30 - 20:00 （日本標準時）。

## 概要
『踊って歌って大合戦』に替わってスタートした視聴者参加型番組で、毎回4組の親子ペアが出場。ペアの片方が歌を歌い、もう片方が偽者2人とともに批評を行い、審査員はその批評内容から本物を当てていた。かつて日本テレビで放送されていた『おのろけ夫婦合戦』や、当時NHK総合テレビで放送されていた『それは私です』と同じ形式である。『踊って歌って大合戦』から一変して、この番組は歌の要素を残しながらも本物の親子ペアを探すという内容になった。

## 出演者

### 司会
- 高橋圭三 - 前述の『おのろけ夫婦合戦』（日立ファミリーステージ時代）でも司会を務めていた。

### レギュラー審査員
- 服部良一
- 服部克久
- 若水ヤエ子 - 『踊って歌って大合戦』から引き続き出演。
- このほか、毎回1人のゲストが審査員に加わっていた。

## プロデューサー
- 細野邦彦 - 『踊って歌って大合戦』から引き続き担当。かつては『おのろけ夫婦合戦』も担当していた。

## 補足
- 司会の高橋は、1963年1月から1964年11月まで同じ時間帯に放送されていた『私のクイズ』の司会者候補に挙げられていたが、契約問題などで出られずに芥川也寸志に決まってしまったという過去がある。
- 高橋は、1970年にフジテレビで放送された同系統の番組『親子を合わせるベシ!』でも司会を務めていた。

## ネット局
- 日本テレビ（制作局）：金曜 19:30 - 20:00
- 札幌テレビ：金曜 19:30 - 20:00[1]
- 新潟放送：金曜 19:30 - 20:00[2]
- 北日本放送：金曜 19:30 - 20:00[3]
- 北陸放送：金曜 19:30 - 20:00[3]
- 福井放送：金曜 19:30 - 20:00[3]
- 名古屋テレビ：金曜 19:30 - 20:00[2]